# Attentat de l'aéroport Domodedovo de Moscou
Pour les articles homonymes, voir Attentat de Moscou.
Un attentat à l'aéroport Domodedovo, le 24 janvier 2011 à 13 h 32 (GMT), fait au moins 37 morts et 173 blessés, dans la zone de livraison des bagages du terminal des arrivées des vols internationaux de l'aéroport international Domodedovo à Moscou.
L'aéroport international Domodedovo est le plus ancien aéroport de Moscou. Il est situé dans le raïon de Domodedovo à 42 km au sud-sud-est du centre de Moscou.
Des tests ADN réalisés sur la dépouille du kamikaze présumé, dont la tête a été retrouvée sur le lieu de l'attaque, révèlent que ce dernier pourrait être Magomed Evloev, un Ingouche d'une vingtaine d'années. 
Le 5 février 2011, l'attentat est revendiqué par Dokou Oumarov, leader du soi-disant Émirat du Caucase dans une vidéo.
Le président Dmitri Medvedev reporte son voyage au forum international de Davos.

## Victimes
| Nationalité | Morts | Blessés | Total |
| ----------- | ----- | ------- | ----- |
| Russie      | 27    | 40      | 67    |
| Tadjikistan | 2     | 17      | 19    |
| Autriche    | 2     | -       | 2     |
| Allemagne   | 1     | 1       | 2     |
| Royaume-Uni | 1     | 1       | 2     |
| Ouzbékistan | 1     | 1       | 2     |
| Ukraine     | 1     | -       | 1     |
| Slovaquie   | -     | 2       | 2     |
| Niger       | -     | 2       | 2     |
| France      | -     | 1       | 1     |
| Italie      | -     | 1       | 1     |
| Moldavie    | -     | 1       | 1     |
| Serbie      | -     | 1       | 1     |